# Middag zonder einde
Middag zonder einde is een hoorspel van Martin Walser. Ein grenzenloser Nachmittag werd op 23 februari 1955 door de Süddeutscher Rundfunk uitgezonden. Gérard van Kalmthout vertaalde het en de KRO zond het uit in het programma Avondtheater op vrijdag 18 december 1964. De regisseur was Léon Povel. Het hoorspel duurde 50 minuten.

## Rolbezetting
- Johan Walhain (Eduard Delbrück)
- Eva Janssen (Gisa Delbrück)
- Dries Krijn (Merlon)
- Trudy Libosan & Corry van der Linden (Piko & Uschi, de twee poppen)
- Jan Wegter (Wallenberg)

## Inhoud
Op een zondagnamiddag wacht een echtpaar op een bezoek. Als dat niet komt, menen beiden daarin een vorm van sociale minachting te moeten zien. Ze geraken in een ruzie verwikkeld, en in kwellende dialogen onthult zich de hele crisis van hun huwelijk - een grenzeloze namiddag lang…